# العلاقات الأفغانية اللوكسمبورغية
العلاقات الأفغانية اللوكسمبورغية هي العلاقات الثنائية التي تجمع بين أفغانستان ولوكسمبورغ.

## مقارنة بين البلدين
هذه مقارنة عامة ومرجعية للدولتين:
| وجه المقارنة                                              | أفغانستان                    | لوكسمبورغ                                                     |
| --------------------------------------------------------- | ---------------------------- | ------------------------------------------------------------- |
| المساحة (كم2)                                             | 652.23 ألف                   | 2.59 ألف                                                      |
| عدد السكان (نسمة)                                         | 34.94 مليون                  | 599.45 ألف                                                    |
| الكثافة السكانية (ن./كم²)                                 | 53.57                        | 231.45                                                        |
| العاصمة                                                   | كابل                         | لوكسمبورغ                                                     |
| اللغة الرسمية                                             | اللغة البشتوية، اللغة الدرية | اللغة اللوكسمبورغية، لغة فرنسية، اللغة الألمانية              |
| العملة                                                    | أفغاني                       | يورو، فرنك لوكسمبورغ                                          |
| الناتج المحلي الإجمالي (بليون دولار)                      | 20.82 مليار                  | 62.40 مليار                                                   |
| الناتج المحلي الإجمالي (تعادل القوة الشرائية) بليون دولار | 62.62 مليار                  | 58.13 مليار                                                   |
| الناتج المحلي الإجمالي الاسمي للفرد دولار أمريكي          | 594                          | 101.45 ألف                                                    |
| الناتج المحلي الإجمالي للفرد دولار أمريكي                 | 1.93 ألف                     | 101.93 ألف                                                    |
| مؤشر التنمية البشرية                                      | 0.479                        | 0.892                                                         |
| رمز المكالمات الدولي                                      | +93                          | +352                                                          |
| رمز الإنترنت                                              | .af                          | .lu                                                           |
| المنطقة الزمنية                                           | ت ع م+04:30                  | توقيت وسط أوروبا، ت ع م+01:00، ت ع م+02:00، أوروبا/لوكسمبورج ‏ |

## منظمات دولية مشتركة
يشترك البلدان في عضوية مجموعة من المنظمات الدولية، منها:
| علم المنظمة | اسم المنظمة                               | تاريخ انضمام أفغانستان | تاريخ انضمام لوكسمبورغ |
| ----------- | ----------------------------------------- | ---------------------- | ---------------------- |
|             | بنك التنمية الآسيوي                       | 1966                   | 2003                   |
|             | مؤسسة التنمية الدولية                     | 2 فبراير 1961          | 4 يونيو 1964           |
|             | يونسكو                                    | 4 مايو 1948            | 27 أكتوبر 1947         |
|             | وكالة ضمان الاستثمار متعدد الأطراف        | 16 يونيو 2003          | 29 أغسطس 1991          |
|             | الأمم المتحدة                             | 19 نوفمبر 1946         | 24 أكتوبر 1945         |
|             | الاتحاد البريدي العالمي                   | ?                      | ?                      |
|             | البنك الدولي للإنشاء والتعمير             | 14 يوليو 1995          | 27 ديسمبر 1945         |
|             | الاتحاد الدولي للاتصالات                  | 12 أبريل 1928          | 2 مارس 1866            |
|             | منظمة حظر الأسلحة الكيميائية              | ?                      | ?                      |
|             | مؤسسة التمويل الدولية                     | 23 سبتمبر 1957         | 4 أكتوبر 1956          |
|             | المركز الدولي لتسوية المنازعات الاستشارية | 25 يوليو 1968          | 29 أغسطس 1970          |
|             | منظمة الشرطة الجنائية الدولية             | ?                      | ?                      |

## وصلات خارجية
- موقع وزارة الخارجية الأفغانية
- موقع وزارة الخارجية اللوكسمبورغية